# Championnat du monde d'endurance moto 2016-2017
Navigation
Édition précédente Édition suivante
La saison 2016 du Championnat du monde d'endurance moto est la 38e édition de cette compétition. Elle se déroule du 17 septembre 2016 au 30 juillet 2017. Elle comprend cinq manches dont le Bol d'or.

## Calendrier
| N° | Date              | Course                  | Circuit                       | Lieu                | État, Pays |
| -- | ----------------- | ----------------------- | ----------------------------- | ------------------- | ---------- |
| 1  | 17 & 18 septembre | Bol d'or                | Circuit du Castellet          | Le Castellet        | France     |
| 2  | 15 & 16 avril     | 24 Heures du Mans       | Circuit Bugatti               | Le Mans             | France     |
| 3  | 20 mai            | 8 Heures d'Oschersleben | Motorsport Arena Oschersleben | Oschersleben (Bode) | Allemagne  |
| 4  | 24 juin           | 8 Heures de Slovaquie   | Slovakiaring                  | Orechová Potôň      | Slovaquie  |
| 5  | 30 juillet        | 8 Heures de Suzuka      | Circuit de Suzuka             | Suzuka              | Japon      |

## Classement

### Attribution des points
| Points | 60 | 50 | 44 | 37 | 32 | 26 | 20 |

### Classement des pilotes
(top-10 sur 182 pilotes) 
| Pos. | Pilote           | Ecurie                       | BOL | LMS | OSC | SVK | SUZ  | Total points |
| ---- | ---------------- | ---------------------------- | --- | --- | --- | --- | ---- | ------------ |
| 1    | Niccolò Canepa   | GMT94 Yamaha                 | 13  | 58  | 30  | 30  | 15   | 146          |
| 1    | David Checa      | GMT94 Yamaha                 | 13  | 58  | 30  | 30  | 15   | 146          |
| 3    | Etienne Masson   | Suzuki Endurance Racing Team | 60  | 36  | 12  | 24  | 6    | 138          |
| 3    | Vincent Philippe | Suzuki Endurance Racing Team | 60  | 36  | 12  | 24  | 6    | 138          |
| 5    | Mike di Meglio   | GMT94 Yamaha                 |     | 58  | 30  | 30  | 15   | 133          |
| 6    | Broc Parkes      | YART - Yamaha                | 9   | 53  | 24  | 19  | 25,5 | 130,5        |
| 7    | Randy De Puniet  | Team SRC Kawasaki            | 50  | 42  |     |     | 31,5 | 123,5        |
| 8    | Kohta Nozane     | YART - Yamaha                |     | 53  | 24  | 19  | 25,5 | 121,5        |
| 9    | Marvin Fritz     | YART - Yamaha                |     | 53  | 24  | 19  | 25,5 | 121,5        |
| 10   | Fabien Foret     | Team SRC Kawasaki            | 50  | 42  |     |     |      | 92           |

### Classement des équipes
| Pos. | Équipe                       | BOL | LMS | OSC | SVK | SUZ  | Total points |
| ---- | ---------------------------- | --- | --- | --- | --- | ---- | ------------ |
| 1    | GMT94 Yamaha                 | 13  | 58  | 30  | 30  | 15   | 146          |
| 2    | Suzuki Endurance Racing Team | 60  | 36  | 12  | 24  | 6    | 138          |
| 3    | YART - Yamaha                | 9   | 53  | 24  | 19  | 25,5 | 130,5        |

### Classement des constructeurs
| Pos. | Constructeur | BOL | LMS | OSC | SVK | SUZ  | Total points |
| ---- | ------------ | --- | --- | --- | --- | ---- | ------------ |
| 1    | Yamaha       | 43  | 73  | 54  | 49  | 70,5 | 289,5        |
| 2    | Kawasaki     | 61  | 47  | 29  | 23  | 48   | 208          |
| 3    | Suzuki       | 48  | 29  | 18  | 35  | 39   | 169          |
| 4    | Honda        | 26  | 31  | 28  | 21  | 59   | 165          |
| 5    | BMW          | 11  | 0   | 22  | 31  | 1,5  | 65,5         |
| 5    | Ducati       |     |     | 1   |     |      | 1            |